# Café de la Paix

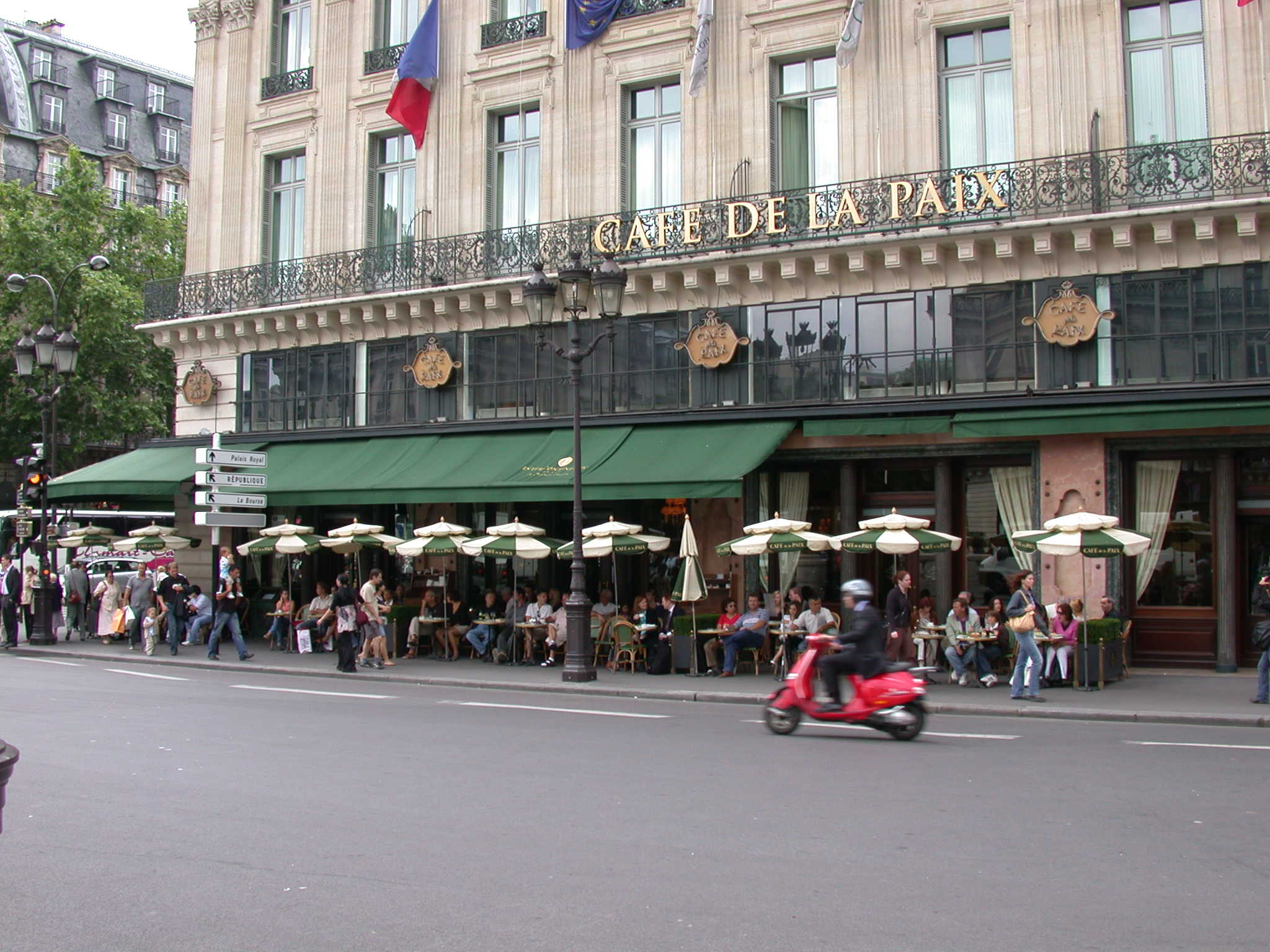
Café de la Paix, Paris.

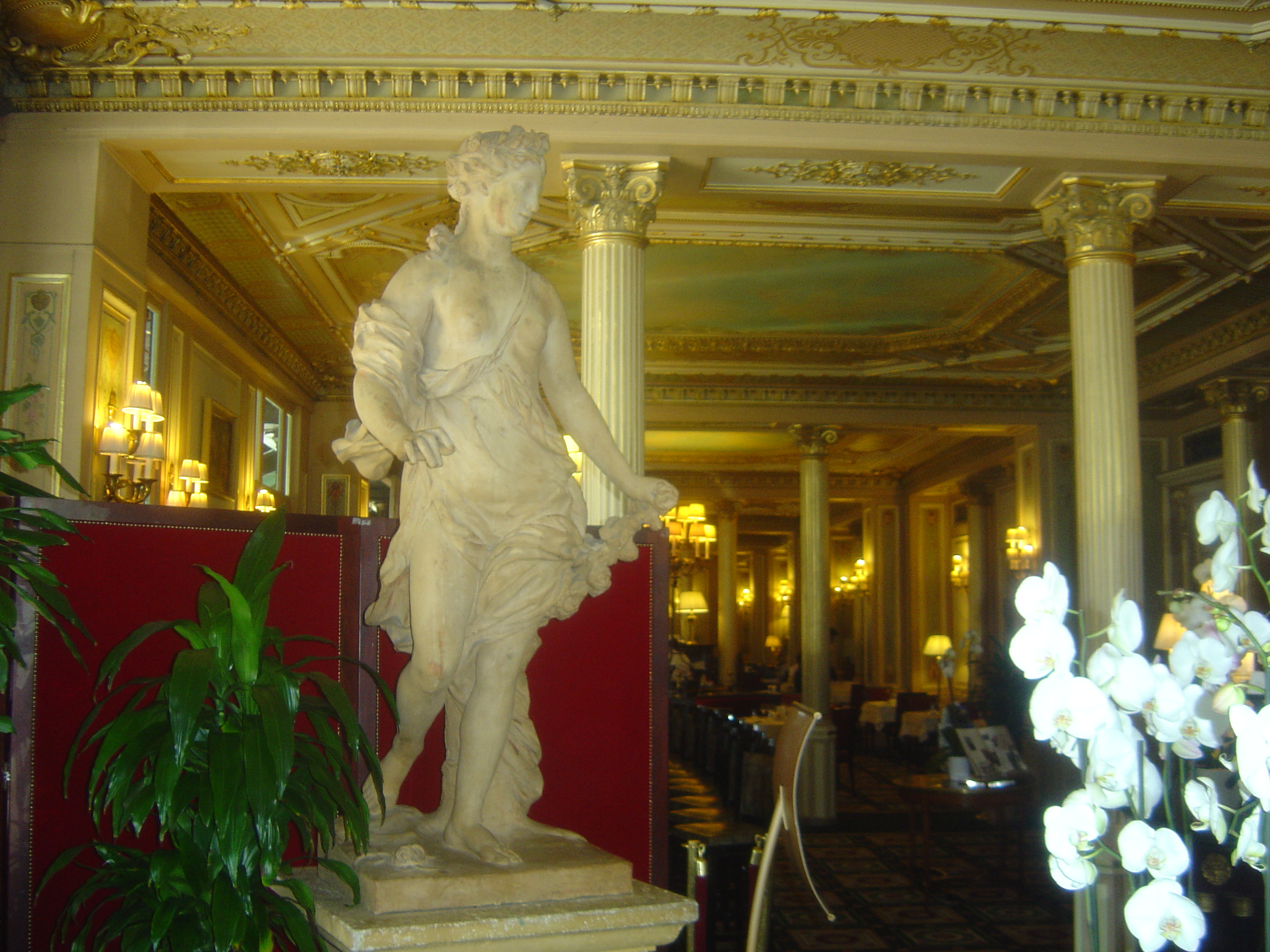
Interior do café.

O café de la Paix é um famoso café localizado na esquina noroeste do cruzamento do Boulevard des Capucines e a Place de l'Opéra, no 9º arrondissement de Paris, França. Projetado no estilo Napoleão III pelo arquiteto Alfred Armand, que também projetou o histórico Grand-Hôtel no qual o café está localizado, sua decoração interior florida, localização histórica e clientela de alto perfil, todos trouxeram reconhecimento internacional como um local de grande significado cultural.

## História
O Café da Paix foi inaugurado a 30 de junho de 1862. A sua proximidade com a Ópera atraiu a muitos clientes famosos como Piotr Ilich Chaikovski, Jules Massenet, Émile Zola e Guy de Maupassant.
Na Belle Époque, entre os clientes do café figuram Sergei Diaghilev, e o Príncipe de Gales e futuro rei do Reino Unido, Eduardo VII.
Em 22 de agosto de 1975, foi declarado monumento histórico pelo governo francês.